# Samolus vagans
Samolus vagans är en viveväxtart som beskrevs av Edward Lee Greene. Samolus vagans ingår i släktet bungar, och familjen viveväxter. Inga underarter finns listade i Catalogue of Life.